# 1978-1979シーズンのNBA
1978-1979シーズンのNBAは、NBAの33回目のシーズンである。

## シーズン前

### ラリー・バードの指名
ドラフトではバハマ人のマイカル・トンプソンがポートランド・トレイルブレイザーズから非アメリカ人としては初となる全体1位指名を受けている。ほか、フィル・フォード、マイケル・レイ・リチャードソン、パービス・ショート、ロン・ブリュワー、フリーマン・ウィリアムス、レジー・セウス、マイク・ミッチェル、デイブ・コージン、モーリス・チークスらが指名を受けている。
この年、NBA史において極めて重要な指名がされる。インディアナ州立大学所属のラリー・バードが、ボストン・セルティックスから全体6位指名を受けたのである。ただし、当時大学3年生だったバードは大学に残る意思を示しており、本来ならドラフトにはエントリーできない選手のはずだった。しかし是が非でもバードを欲したセルティックスは、業界随一の敏腕GMであるレッド・アワーバックが制度の盲点を突き止めた。セルティックスの活路はバードの学歴にあった。バードは最初インディアナ大学に進学したがすぐに退学し、その後ノースウッド大学という短期大学に1年間在籍していたのである。そのため3年生のバードは大学に4年間通ったことになり、大学でのプレイ資格4年間を全うしたとして、指名に漕ぎ付けたのである。
バードはもう1年大学でプレイするため、セルティックスへの入団は翌シーズンに持ち越された。もっともこの1年の空白がNBAにとっては有利に働いた。バード率いるインディアナ州立大学はこのシーズンNCAAトーナメント決勝まで勝ち進み、ここでバード生涯のライバル、マジック・ジョンソン率いるミシガン州立大学と初対決するのである。この試合はNCAA史上最高勝率を収めるほどの高い注目を集めた。バード対マジックという当時最高のカードを、NCAA決勝という最高の舞台で全米に向けてアピールできた、NBAにとっては最高のプロモーションとなったのである。
ラリー・バードの指名はその後のNBAの人気復活の試金石となった。翌シーズンにはマジック・ジョンソンがロサンゼルス・レイカーズに入団するが、バードがセルティックスに、ジョンソンがレイカーズに、それぞれ東西を代表する名門チームに入団したことも両者のライバル関係を煽り、当時人気低迷に喘いでいたリーグ全体を大きく盛り上げ、やがて訪れるNBA黄金期へと繋がっていく。全てはアワーバックによるラリー・バード指名から始まったのである。

### その他
- バッファロー・ブレーブスはニューヨーク州バッファローから、カリフォルニア州サンディエゴに本拠地を移し、サンディエゴ・クリッパーズと改称した。

## シーズン

### オールスター
- 開催日：2月4日
- 開催地：ポンティアック・シルバードーム
- オールスターゲーム　ウエスト 134－129 イースト
- MVP：デビッド・トンプソン　（デンバー・ナゲッツ）

### イースタン・カンファレンス
| チーム                   | 勝 | 負 | 勝率 | ゲーム差 |
| ------------------------ | -- | -- | ---- | -------- |
| ワシントン・ブレッツ     | 54 | 28 | .659 | -        |
| フィラデルフィア・76ers  | 47 | 35 | .573 | 7        |
| ニュージャージー・ネッツ | 37 | 45 | .451 | 17       |
| ニューヨーク・ニックス   | 31 | 51 | .378 | 23       |
| ボストン・セルティックス | 29 | 53 | .354 | 25       |

| チーム                         | 勝 | 負 | 勝率 | ゲーム差 |
| ------------------------------ | -- | -- | ---- | -------- |
| サンアントニオ・スパーズ       | 48 | 34 | .585 | -        |
| ヒューストン・ロケッツ         | 47 | 35 | .573 | 1        |
| アトランタ・ホークス           | 46 | 36 | .561 | 2        |
| デトロイト・ピストンズ         | 30 | 52 | .366 | 18       |
| クリーブランド・キャバリアーズ | 30 | 52 | .366 | 18       |
| ニューオーリンズ・ジャズ       | 26 | 56 | .317 | 22       |

### ウエスタン・カンファレンス
| チーム                   | 勝 | 負 | 勝率 | ゲーム差 |
| ------------------------ | -- | -- | ---- | -------- |
| カンザスシティ・キングス | 48 | 34 | .585 | -        |
| デンバー・ナゲッツ       | 47 | 35 | .573 | 1        |
| インディアナ・ペイサーズ | 38 | 44 | .463 | 10       |
| ミルウォーキー・バックス | 38 | 44 | .463 | 10       |
| シカゴ・ブルズ           | 31 | 51 | .378 | 17       |

| チーム                             | 勝 | 負 | 勝率 | ゲーム差 |
| ---------------------------------- | -- | -- | ---- | -------- |
| シアトル・スーパーソニックス       | 52 | 30 | .634 | -        |
| フェニックス・サンズ               | 50 | 32 | .610 | 2        |
| ロサンゼルス・レイカーズ           | 47 | 35 | .573 | 5        |
| ポートランド・トレイルブレイザーズ | 45 | 37 | .549 | 7        |
| サンディエゴ・クリッパーズ         | 43 | 39 | .524 | 9        |
| ゴールデンステート・ウォリアーズ   | 38 | 44 | .463 | 14       |

### スタッツリーダー
| 部門       | 選手                           | チーム                   | AVG  |
| ---------- | ------------------------------ | ------------------------ | ---- |
| 得点       | ジョージ・ガービン             | サンアントニオ・スパーズ | 29.6 |
| リバウンド | モーゼス・マローン             | ヒューストン・ロケッツ   | 17.6 |
| アシスト   | ケビン・ポーター               | デトロイト・ピストンズ   | 13.4 |
| スティール | M・L・カー                     | デトロイト・ピストンズ   | 2.5  |
| ブロック   | カリーム・アブドゥル＝ジャバー | ロサンゼルス・レイカーズ | 4.0  |
| FG%        | セドリック・マックスウェル     | ボストン・セルティックス | 58.4 |
| FT%        | リック・バリー                 | ヒューストン・ロケッツ   | 94.7 |

### 各賞
- 最優秀選手: モーゼス・マローン, ヒューストン・ロケッツ
- ルーキー・オブ・ザ・イヤー：フィル・フォード, カンザスシティ・キングス
- 最優秀コーチ賞: コットン・フィッツシモンズ, カンザスシティ・キングス

- All-NBA First Team:
  - ポール・ウェストファル, フェニックス・サンズ
  - ジョージ・ガービン, サンアントニオ・スパーズ
  - モーゼス・マローン, ヒューストン・ロケッツ
  - マーカス・ジョンソン, ミルウォーキー・バックス
  - エルヴィン・ヘイズ, ワシントン・ブレッツ
- All-NBA Rookie Team:
  - マイカル・トンプソン, ポートランド・トレイルブレイザーズ
  - テリー・タイラー, デトロイト・ピストンズ
  - ロン・ブリューワー, ポートランド・トレイルブレイザーズ
  - レジー・スース, シカゴ・ブルズ
  - フィル・フォード, カンザスシティ・キングス
- NBA All-Defensive First Team:
  - ボビー・ジョーンズ, フィラデルフィア・76ers
  - ボブ・ダンドリッジ, ワシントン・ブレッツ
  - カリーム・アブドゥル＝ジャバー, ロサンゼルス・レイカーズ
  - デニス・ジョンソン, シアトル・スーパーソニックス
  - ドン・ブージー, フェニックス・サンズ

### シーズン概要
- 前季のファイナルを争ったワシントン・ブレッツとシアトル・スーパーソニックスは両チームとも50勝以上を達成し、各カンファレンスの首位に立った。
- 前季28勝に終わったヒューストン・ロケッツはこのシーズンからベテランのリック・バリーが加わり、47勝を記録する躍進を遂げる。前々季のロケッツ移籍を機にオールスター級の選手に成長したモーゼス・マローンは、このシーズン24.8得点17.6リバウンドを記録し、シーズンMVPに選ばれた。バリーを失ったゴールデンステート・ウォリアーズは9シーズンぶりに勝率5割を下回った。
- カンザスシティ・キングスはプロ2年目のオーティス・バードソング、新人王を獲得したフィル・フォード、26歳のスコット・ウェドマンら若手選手の活躍で4シーズンぶりにプレーオフに進出。このシーズンから指揮を採るコットン・フィッツシモンズは最優秀コーチ賞に選ばれた。
- クリーブランド・キャバリアーズは4シーズンぶりにプレーオフ進出を逃し、以後低迷期に入る。キャバリアーズが次に脚光を浴びるのは、マイケル・ジョーダン率いるシカゴ・ブルズのライバルチームとなる1980年代後半以降である。
- 1977年の優勝チームであるポートランド・トレイルブレイザーズは、大黒柱のビル・ウォルトンが前季から引きずる膝の故障によりシーズンを全休した。
- リーグ最激戦区のパシフィック・デビジョンは、このシーズンも全6チームのうち5チームが勝率5割以上を記録。サンディエゴ・クリッパーズが勝率5割を上回ったにもかかわらずプレーオフ進出を逃した一方、37勝だったアトランタ・デビジョンのニュージャージー・ネッツはNBA加入以来初めてプレーオフに進出した。

## プレーオフ・ファイナル
|  | 1回戦              | 1回戦                | 1回戦              |            |        | カンファレンス準決勝 | カンファレンス準決勝 | カンファレンス準決勝 |  |   | カンファレンス決勝 | カンファレンス決勝 | カンファレンス決勝 |   |  | ファイナル | ファイナル | ファイナル |
|  |                    |                      |                    |            |        |                      |                      |                      |  |   |                    |                    |                    |   |  |            |            |            |
|  |                    |                      |                    |            |        |                      |                      |                      |  |   |                    |                    |                    |   |  |            |            |            |
|  |                    | 1                    | スーパーソニックス | 4          |        |                      |                      |                      |  |   |                    |                    |                    |   |  |            |            |            |
|  |                    |                      |                    | 4          |        |                      |                      |                      |  |   |                    |                    |                    |   |  |            |            |            |
|  |                    |                      | 5                  | レイカーズ | 1      |                      |                      |                      |  |   |                    |                    |                    |   |  |            |            |            |
|  | 4                  | ナゲッツ             | 5                  | レイカーズ | 1      | 1                    |                      |                      |  |   |                    |                    |                    |   |  |            |            |            |
|  | 4                  | ナゲッツ             |                    |            |        | 1                    |                      |                      |  |   |                    |                    |                    |   |  |            |            |            |
|  | 5                  | レイカーズ           | 2                  |            |        |                      |                      |                      |  |   |                    |                    |                    |   |  |            |            |            |
|  | 5                  | レイカーズ           | 2                  |            |        |                      |                      |                      |  | 1 | スーパーソニックス | 4                  |                    |   |  |            |            |            |
|  | Western Conference |                      |                    |            |        |                      |                      |                      |  | 1 | スーパーソニックス | 4                  |                    |   |  |            |            |            |
|  |                    | 3                    | サンズ             | 3          |        |                      |                      |                      |  |   |                    |                    |                    |   |  |            |            |            |
|  | 3                  | 3                    | サンズ             | 3          | サンズ | 2                    |                      |                      |  |   |                    |                    |                    |   |  |            |            |            |
|  | 3                  |                      |                    |            | サンズ | 2                    |                      |                      |  |   |                    |                    |                    |   |  |            |            |            |
|  | 6                  | トレイルブレイザーズ | 1                  |            |        |                      |                      |                      |  |   |                    |                    |                    |   |  |            |            |            |
|  | 6                  | トレイルブレイザーズ | 1                  |            | 3      | サンズ               | 4                    |                      |  |   |                    |                    |                    |   |  |            |            |            |
|  |                    |                      |                    |            | 3      | サンズ               | 4                    |                      |  |   |                    |                    |                    |   |  |            |            |            |
|  |                    |                      | 2                  | キングス   | 1      |                      |                      |                      |  |   |                    |                    |                    |   |  |            |            |            |
|  |                    |                      | 2                  | キングス   | 1      |                      |                      |                      |  |   |                    |                    |                    |   |  |            |            |            |
|  |                    |                      |                    |            |        |                      |                      |                      |  |   |                    |                    |                    |   |  |            |            |            |
|  |                    |                      |                    |            |        |                      |                      |                      |  |   |                    |                    |                    |   |  |            |            |            |
|  |                    |                      |                    |            |        |                      |                      |                      |  |   |                    | W1                 | スーパーソニックス | 4 |  |            |            |            |
|  |                    |                      |                    |            |        |                      |                      |                      |  |   |                    |                    |                    |   |  |            |            |            |
|  |                    | E1                   | ブレッツ           | 1          |        |                      |                      |                      |  |   |                    |                    |                    |   |  |            |            |            |
|  |                    | E1                   | ブレッツ           | 1          |        |                      |                      |                      |  |   |                    |                    |                    |   |  |            |            |            |
|  |                    |                      |                    |            |        |                      |                      |                      |  |   |                    |                    |                    |   |  |            |            |            |
|  |                    |                      |                    |            |        |                      |                      |                      |  |   |                    |                    |                    |   |  |            |            |            |
|  |                    | 1                    | ブレッツ           | 4          |        |                      |                      |                      |  |   |                    |                    |                    |   |  |            |            |            |
|  |                    |                      |                    | 4          |        |                      |                      |                      |  |   |                    |                    |                    |   |  |            |            |            |
|  |                    |                      | 5                  | ホークス   | 3      |                      |                      |                      |  |   |                    |                    |                    |   |  |            |            |            |
|  | 4                  | ロケッツ             | 5                  | ホークス   | 3      | 0                    |                      |                      |  |   |                    |                    |                    |   |  |            |            |            |
|  | 4                  | ロケッツ             |                    |            |        | 0                    |                      |                      |  |   |                    |                    |                    |   |  |            |            |            |
|  | 5                  | ホークス             | 2                  |            |        |                      |                      |                      |  |   |                    |                    |                    |   |  |            |            |            |
|  | 5                  | ホークス             | 2                  |            |        |                      |                      |                      |  | 1 | ブレッツ           | 4                  |                    |   |  |            |            |            |
|  | Eastern Conference |                      |                    |            |        |                      |                      |                      |  | 1 | ブレッツ           | 4                  |                    |   |  |            |            |            |
|  |                    | 2                    | スパーズ           | 3          |        |                      |                      |                      |  |   |                    |                    |                    |   |  |            |            |            |
|  | 3                  | 2                    | スパーズ           | 3          | 76ers  | 2                    |                      |                      |  |   |                    |                    |                    |   |  |            |            |            |
|  | 3                  |                      |                    |            | 76ers  | 2                    |                      |                      |  |   |                    |                    |                    |   |  |            |            |            |
|  | 6                  | ネッツ               | 0                  |            |        |                      |                      |                      |  |   |                    |                    |                    |   |  |            |            |            |
|  | 6                  | ネッツ               | 0                  |            | 3      | 76ers                | 3                    |                      |  |   |                    |                    |                    |   |  |            |            |            |
|  |                    |                      |                    |            | 3      | 76ers                | 3                    |                      |  |   |                    |                    |                    |   |  |            |            |            |
|  |                    |                      | 2                  | スパーズ   | 4      |                      |                      |                      |  |   |                    |                    |                    |   |  |            |            |            |
|  |                    |                      | 2                  | スパーズ   | 4      |                      |                      |                      |  |   |                    |                    |                    |   |  |            |            |            |
|  |                    |                      |                    |            |        |                      |                      |                      |  |   |                    |                    |                    |   |  |            |            |            |

- サンアントニオ・スパーズはNBAに移って以来初のカンファレンス決勝に進出。
- この年のプレーオフは、BAA初年度から存続しているボストン・セルティックス、ニューヨーク・ニックス、ゴールデンステート・ウォリアーズの3チームが揃ってプレーオフを逃した最初のプレーオフとなった。

### 再戦
スター不在のチームだったシアトル・スーパーソニックスにあって、デニス・ジョンソンは待望のオールスター選手だった。彼がスターへの階段を上り始めたのは前季ファイナルの大舞台。第7戦まで繰り広げられた激戦の中、ジョンソンはソニックスを牽引する働きをみせ、一躍チームの救世主となったのである。ソニックスが優勝を果たしていたならばファイナルMVPはジョンソンのものだったが、しかしファイナルの勝敗を決した第7戦で、ジョンソンは14本のシュート全てを外すと言う失態を演じた。ジョンソンはチームの救世主から一転、ファイナル敗退の戦犯となってしまったのである。それでも地元からの支持は高く、ジョンソンはこのシーズンにはオールスターゲームに初選出された。
前季のソニックスは「ゴールディロックスと3匹のくま（Goldilocks and the Three Bears）」と呼ばれ、若手とベテランがバランスよく配置されたチームだったが、このシーズンからはデニス・ジョンソン、ガス・ウィリアムス、ジャック・シクマ、ロニー・シェルトンらいずれも25歳以下の若手中心のチームとなった。前季ファイナル初進出の余勢を駆って、ソニックスは52勝を記録し、ウエスタン・カンファレンストップの勝率を収めた。プレーオフではカンファレンス決勝でフェニックス・サンズを第7戦の末に破り、2年連続でファイナルに進出した。デニス・ジョンソンは最高の舞台で、前季の汚名を返上する機会を得たのである。
一方前季ソニックスを破って初優勝を果たしたワシントン・ブレッツは、ウェス・アンセルド、エルヴィン・ヘイズ、ボブ・ダンドリッジ、ミッチ・カプチャックと当時リーグ最高峰のフロントコート陣を擁していた。1970年代にはどのチームも成し得なかった連覇の期待が掛かった（最後の連覇は1969年のボストン・セルティックス）ブレッツは、リーグ首位となる54勝を記録する。しかしこのシーズン中からボブ・ダンドリッジがエルヴィン・ヘイズの契約に対する嫉妬を露にし、ディック・モッタHCに対してその不満をぶつけるようになっていた。内紛の兆候が表れたブレッツはプレーオフで苦戦し、カンファレンス準決勝、決勝はいずれも第7戦までもつれた末の辛勝となった。5月18日のカンファレンス決勝でサンアントニオ・スパーズを破ったブレッツは、その約36時間後の5月20日に、ファイナル第1戦を戦わなければならなくなった。
ファイナルのブレッツ対スーパーソニックスは2年連続の顔ぶれとなった。前季は各カンファンレンス第3シード、第4シード同士の戦いだったが、このシーズンは両チームとも第1シードとして堂々とファイナルに勝ち進んだ。

#### 第1戦
カンファレンス決勝から僅か36時間のインターバルでファイナルに臨んだブレッツだが、ホームコートという地の利を得て第4Qまでに18点のリードを奪った。しかしここからソニックスの猛反撃が始まり、試合終盤、ついに97-97の同点に追いつき、試合を振り出しに戻した。残り時間も僅かのなか、決勝点を狙ったブレッツのラリー・ライトのシュートはデニス・ジョンソンにブロックされた。辛うじてボールを確保したライトは、そのままゴールに向かってドライブし、ジョンソンのファウルを誘った。残り時間は僅か1秒だった。ペナルティでフリースローを得たライトは2本のフリースローを決めて、99－97でブレッツを勝利に導いた。

#### 第2戦
リーグ最小失点を誇るソニックスのディフェンスがブレッツを封じ込め、92－82でファイナル1勝目を飾る。ブレッツのエルヴィン・ヘイズは第1Qだけで11得点を記録するが、残りの3クォーターは9得点に抑え込まれ、チーム全体でも後半は30得点に抑え込まれた。

#### 第3戦
前季のファイナル第4戦を球場のシアトル・キングドームで行ったところ39,457人という記録的な観客数を動員したため、このファイナルでもソニックスのホーム戦はシアトル・キングドームで行われることとなった。この日球場の客席を埋めたソニックスファンは35,928人。シアトルの熱狂はソニックスを奮起させ、そしてブレッツを萎縮させた。第1QのブレッツのFG成功率は30%台、第2Qに入るとさらに悪化し20%台にまで落ち込んだ。最終スコアは105-95だったがこの試合は数字以上のソニックスの圧勝で、ガス・ウィリアムスは31得点、デニス・ジョンソンは17得点9リバウンド2ブロック、ジャック・シクマは21得点17リバウンドを記録した。

#### 第4戦
第4戦は"笛の夜"となった。この日のファウルコールは両チーム合わせて59個だった。第4Qを7点ビハインドで迎えたブレッツは、チャールズ・ジョンソンを中心に追い上げを見せ、試合終盤にはこの日16得点16リバウンドのアンセルドがオーバータイムへ導く同点のレイアップを決めた。オーバータイムではエルヴィン・ヘイズ、ボブ・ダンドリッジ、アンセルドといったブレッツの中心選手が次々とファウルアウトする中、残り時間3秒、114-112の2点ビハインドでブレッツのケヴィン・グレヴィが2度目のオーバータイムへ望みを繋ぐシュートを放つが、デニス・ジョンソンがこの日4つ目となるブロックでブレッツの希望を断ち切った。殊勲のジョンソンはこの日32得点4ブロック、ガス・ジョンソンは36得点、ジャック・シクマは20得点17リバウンド5ブロックを記録。3連勝を飾ったソニックスが、優勝に王手を掛けた。

#### 第5戦
ワシントンD.C.に戦いの場を移し、ブレッツは反撃を試みた。エルヴィン・ヘイズは前半だけで20得点を記録し、8点をリードして後半を迎えた。第3Qに入ってもブレッツはこのリードを守ってきたが、第3Q終盤になって突如ソニックスのオフェンスが爆発し、連続12得点を決めて72－69と一気に逆転してしまった。この時の失点が致命傷となり、また頼みのヘイズも後半は9得点に抑えられ、97－93でスーパーソニックスが勝利し、創部12年目にして初優勝を果たした。ファイナルMVPには攻守両面でチームを牽引したデニス・ジョンソンが選ばれた。ジョンソンは前季の被った汚名を見事に晴らしたのである。
この優勝がシアトル・スーパーソニックス（現オクラホマシティ・サンダー）にとって唯一の優勝となっている（2008年現在）。以降もソニックスは中堅チームとして毎シーズン安定した成績を残すが、次にソニックスがファイナルの大舞台に立つのは18年後の1996年のことである。またシアトル市にとっては1971年にスタンレー・カップで優勝したプロアイスホッケーリーグPCHAのシアトル・メトロポリタンズ以来の、男子プロスポーツチームの優勝であった。NFLのシアトル・シーホークス、MLBのシアトル・マリナーズも優勝経験はなく、スーパーソニックスは2008年にオクラホマシティに本拠地を移すまで、シアトルに現存する男子プロスポーツチームで唯一優勝を経験したチームだった。
一方のワシントン・ブレッツはこの年が最後のファイナル進出となっている。以後チームは高齢化が進み、ウェス・アンセルドやエルヴィン・ヘイズといったブレッツの黄金期を支えた選手たちが次第に姿を消していくようになる。その後のブレッツは21世紀まで続く長い低迷期に入る。

#### 結果
シアトル・スーパーソニックス 4-1 ワシントン・ブレッツ　　ファイナルMVP：デニス・ジョンソン
|       | 日付    | ホーム             | 結果    | ロード             |
| ----- | ------- | ------------------ | ------- | ------------------ |
| 第1戦 | 5月20日 | ブレッツ           | 99-97   | スーパーソニックス |
| 第2戦 | 5月24日 | ブレッツ           | 82-92   | スーパーソニックス |
| 第3戦 | 5月27日 | スーパーソニックス | 105-95  | ブレッツ           |
| 第4戦 | 5月29日 | スーパーソニックス | 114-112 | ブレッツ           |
| 第5戦 | 6月1日  | ブレッツ           | 93-97   | スーパーソニックス |

## ラストシーズン
- ゲイル・グッドリッチ　（1965-79）　ロサンゼルス・レイカーズが1971-72シーズンに記録した33連勝戦士の一人。グッドリッチは1976年に将来のドラフト指名権と引き換えにニューオーリンズ・ジャズに移籍するが、この時レイカーズに譲渡された指名権が、後に非常に大きな意味を持ってくる。引退後はコーチ職、テレビ解説者などを勤めた。
- ルー・ハドソン　（1966-79）　セントルイス時代からのアトランタ・ホークスで長年プレイ。ラスト2シーズンはレイカーズでプレイした。引退後はラジオアナウンサー、投資家、市議会議員など各界で活躍した。
- ディック・スナイダー　（1966-79）　ラストシーズンに古巣のシアトル・スーパーソニックスに移籍。優勝を経験して引退した。
- ルーシャス・アレン　（1969-79）
- ノーム・ヴァン・ライアー　（1969-79）　2001年にバロン・デイビスに破られるまでの、フィールドゴール成功最長記録（84フィート）の保持者。優秀なディフェンダーとして1970年代のシカゴ・ブルズを支えた。
- ジム・マクミリアン　（1970-79）　レイカーズ33連勝戦士の一人。この年にNBAを離れ、イタリアのヴィルトゥス・ボローニャでプレイしている。

## どん底のNBA
1970年代のNBAはマイナス要素となる事柄が幾重にも折り重なってに発生し、1960年代後半の高度成長の反動とも言うべき冬の時代を過ごした。1960年代後半のNBAは記録的な成長を見せていたが、そんな好景気に沸くNBAに冷や水を浴びせたのが1967年に誕生したABAだった。NBAにとって独占市場だったプロバスケットボールという分野に、突如としてライバルが進出してきたのである。当然ABAとの間では激しい生存競争が起こり、特に選手確保のための争奪戦は壮絶を極めた。優秀な選手を得るためにはより良い条件を示さなければならないため、選手のサラリーは記録的な上昇を見せた。1964年のオールター決起以来急速に力を着けてきたNBPA（選手会）が度々労使交渉を起こしたこともサラリーの上昇を手伝い、各球団の財政を圧迫した。
一方で各球団の主な収入源であるチケット売り上げは1970年代に入って伸びが鈍化し、1977-78シーズンにはリーグ全体の観客動員数が1960-61シーズン以来となる減少に転じ、翌1978-79シーズンは前季の9,874,155人から9,761,377人と2年連続で減少した。選手のサラリーが上がる一方で、収入は上がらず、赤字経営に陥るチームが続出したのである。
また1970年代はウィルト・チェンバレンやビル・ラッセルら怪物のようなプレイヤーが活躍した1960年代に比べて、スター選手が少なかった時代でもあった。1972年のエルジン・ベイラー引退を機に、60年代から70年代前半のNBAを彩ったスター選手たちが大挙としてNBAを去ったが、その後のドラフトでは彼らの穴埋めが出来るほどの選手は現れなかった。一方でリーグはABAとの競争のために強引な拡張策を採り、急速にチーム数を増やしてABAを吸収した1976年には22チームにまで膨れ上がっていた。スター選手が増えない中で受け皿となるチーム数だけが増えていったため、各チームはスター選手の確保に苦労する羽目になり、結局は選手のサラリー増額に繋がり、球団の財政をさらに圧迫した。もっともこの現象はスポーツとしての平等性としては有利に働き、当時のNBAにはサラリーキャップ制度が確立されていなかったにもかかわらず、各チームの戦力が均等化された。これにより70年代のNBAには60年代のボストン・セルティックスのような長期に渡ってリーグを支配するようなチームは現れず、毎年王者が入れ替わる群雄割拠の戦国時代となった。この時代にニューヨーク・ニックス、ポートランド・トレイルブレイザーズ、シアトル・スーパーソニックスは初優勝、あるいは唯一の優勝を経験している。但し、70年代後半に入るとセルティックスやニックス、ロサンゼルス・レイカーズといった名門チームが優勝から遠ざかるため、各チームが本拠地とするボストン、ニューヨーク、ロサンゼルスといった大都市の興味が、NBAから離れてしまう事態も招いた。
そしてこの時代NBAに致命傷になりうる大打撃を与えたのが、選手たちの薬物スキャンダルだった。70年代はリーグ全体にマリファナが急速に広がった時期であり、ある報道では全選手の60%がマリファナを吸引していると報じられた。大きな乱闘事件が多発した時期と重なったため、リーグのイメージは決定的に汚された。
危機的な財政難にリーグのイメージの急速な悪化。当時、NBAは正にどん底に沈んでいたのである。NBAには、救世主が必要だった。